# Nagy Molnár Dávid
Nagy Molnár Dávid (Budapest, 1964. július 26. –) Hortobágyi Károly-díjas világbajnok II. helyezett magyar bűvész, előadóművész.

## Életpályája
12 éves korában egy film hatására kezdett el érdeklődni a bűvészet iránt. Eleinte bűvészkönyvekből képezte magát, majd egy amatőr bűvészklubban csiszolta tudását hasonló érdeklődési körű fiatalokkal, később profi bűvésztanároktól (Vanek Béla, Hollay István) sajátította el a szakma titkait, az előadó-művészet alapjait.
18 éves korában az Állami Artistaképző Intézetben a Rodolfo által fémjelzett vizsgabizottság előtt tett sikeres előadóművészi vizsgát, ezt követően – felkészülvén a művészi pályára – születési nevét (Nagy István) Nagy Molnár Dávidra változtatta. Pályakezdő bűvészként eleinte gyerekműsorokban, majd budapesti műsoros szórakozóhelyeken, szállodákban, bárokban, varietékben lépett fel, többek között a Moulin Rouge, a Maxim Varieté és az Orfeum műsoraiban.
A hazai tapasztalatszerzés után 10 év színpadi szereplés következett külföldön, szórakozóhelyeken, gálaműsorokban és óceánjáró luxushajókon, olykor több ezer ember előtt fellépve.
A bűvészek világbajnokságán (FISM) 2. helyezést ért el egyedülálló kézügyességi számával, ami egyben megalapozta szakmai hírnevét, az un. pipás számmal, amelyben pénzérmékkel, cigarettás dobozokkal, tűzzel, füsttel és pipákkal bűvészkedik. A bűvész világbajnokság sikere után több nemzetközi bűvészkongresszus gálafellépője volt, ahol szakmai közönségnek, bűvészeknek tartott előadást.
Magyarországon egyetlen magyar bűvészként megkapta a Hortobágyi Károly-díj állami kitüntetést, amelyet a kultúráért felelős miniszter kiemelkedő artistaművészi tevékenység elismerésére adományozhat.
Külföldről hazatérve több évtizedes tapasztalatával jelenleg főként Magyarországon szórakoztatja a nagyérdemű publikumot.

## Fellépései
Pályakezdő bűvészként főként budapesti műsoros szórakozóhelyeken lépett fel, látható volt a Moulin Rouge (1992, 2003), a Maxim Varieté (1991–1993) és a Béke Hotel Orfeum műsorában (1987–1989).
Magyarországon fellépett többek között "Az Illúzió Mesterei" gálaműsorokban (2015, 2017, 2020), és a Margitszigeti Szabadtéri Színpad Magic Night előadásain (2016).
Rendszeres előadóművésze a Fővárosi Nagycirkusz műsorainak (1997-es, 2013-as, 2019-es évad).
Televíziós szereplései során a TV2 csatorna Csak show és más semmi! műsorának első adásában illuzionista számmal szerepelt vendégelőadóként 2018. október 12-én, valamint a Magyarország, szeretlek! című műsor 13. évadában lépett fel 2019. február 24-én. Szerepelt továbbá a Fábry Show, a Hal a tortán, az RTL Klub Fókusz, a TV2 Tények, a Big Brother Show, a Top Show, a NÉVshowR, a Szerencseszombat és a Három kívánság című műsorokban is.

## Díjak
- 1980. STRÍBRNY PRSTEN Bűvészfesztivál „Grand Prix díj” (Prága, Csehország)
- 1983. Corodini Bűvészfesztivál, „Grand Prix” díj (Budapest, Magyarország)
- 1991. MAGIÁLES - SARIVARY Bűvészfesztivál „Grand Prix díj” (Karlovy Vary, Csehország)
- 1991. Ausztriai Bűvészfesztivál, „Grand Prix” (Ausztria)
- 1992. Bűvész Európa Bajnokság „II. helyezés” (Baden-Baden, Németország)
- 1997. Fédération Internationale des Sociétés Magiques (FISM) Bűvész Világbajnokság II. helyezés (Drezda, Németország)
- 1998. Monte-carloi Bűvészfesztivál „Ezüst pálca díj” (Monte-Carlo, Monaco)
- 2000. Hortobágyi Károly-díj Kulturális Minisztérium „Nívódíj” (Budapest, Magyarország)
- 2004. 5. Budapesti Nemzetközi Cirkuszfesztivál „Legjobb magyar előadóművész” díj (Budapest, Magyarország)